# Luis Di Filippo

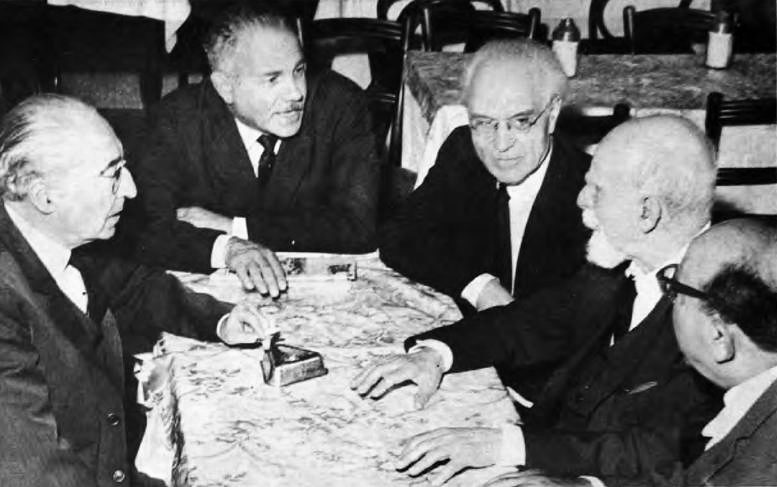
M. H. Alberti, Oberdán Caletti, Luis Di Filippo, Rodolfo Mondolfo y Boleslao Lewin.

Luis Di Filippo (Rosario, 6 de marzo de 1902 - Santa Fe, 12 de julio de 1997) fue un periodista, escritor y profesor argentino que trabajó para los periódicos más importantes de la provincia de Santa Fe: en 1925 para La Capital de Rosario y en 1930 para El Litoral de Santa Fe. Además, en 1968 trabajó para La Nación y Clarín de Buenos Aires. Fue uno de los fundadores de la Asociación Santafesina de Escritores (ASDE) y director de la Gaceta Literaria de Santa Fe.

## Biografía
Di Filippo nació el 6 de marzo de 1902 en la ciudad santafesina de Rosario, terminó la escuela secundaria en el Colegio Nacional y participó desde temprano en la juventud anarquista, algo que marcaría sus futuros textos, siendo en variadas oportunidades el orador en los mítines. Ya en 1925 ingresa a trabajar como periodista profesional en el diario rosarino La Capital, profesión que nunca abandonaría. En los años siguientes viaja a Europa, pasando un año en Barcelona, Ámsterdam y París, ciudad donde frecuentaría el Café de la Rotonde, conociendo a Vicente Blasco Ibáñez, Eduardo Ortega y Gasset, Cossío del Pomar, Han Ryner y el Vizconde de Lascano Tegui, entre otras personalidades importantes, con lo cual recibe una fuerte formación.
En 1927 se instala en Buenos Aires y empieza a escribir para Última hora su comentario del día, los cuales aparecerán luego en Nueva Época. Después de que se funda el diario, se iría a la capital santafesina en 1928 a escribir para La Provincia, además de que es nombrado secretario del Departamento Provincial del Trabajo por el gobernador Pedro Gómez Cello. Luego de ayudar en el diario El Orden, y al tener una gran amistad con los directores del diario El Litoral, Salvador Caputto y Pedro Vittori, empieza a trabajar en el, ocupación que tendrá durante toda su vida. En 1936 empieza a desempeñar tareas docentes como profesor de Castellano en el Colegio Nacional Simón de Iriondo y en el Liceo de Señoritas. En lo político, es elegido diputado provincial en los años 1937 y 1942, y por cinco años asume las funciones de jefe de Policía de La Capital durante el gobierno de Manuel María de Iriondo (1937 a 1941).
Durante ese tiempo Di Filippo empieza a escribir varios libros, mezclando versación y espíritu crítico. Aparecen así Cinco semblanzas (1938), que está dividido en cinco capítulos, cada uno referido a una persona diferente: Sarmiento, Unamuno, Gorki, Tolstói y Ryner; La política y su máscara (1947), Federalismo y libertad (1952) y La agonía de la razón (1958).
En 1968, después de un interregno en Mar del Plata, va con su esposa Ana María Pasqualini a vivir a Buenos Aires. Trabaja como editorialista para La Nación y colabora con Roberto Caminos para Clarín, además de unirse al grupo del pensador italiano Rodolfo Mondolfo, junto a Estrella Gutiérrez, Lewin, Farré y Alberti, entre otros. Todos sus artículos están teñidos de un sutil humor y escepticismo. Pero en 1976 regresa definitivamente a la ciudad de Santa Fe, fundando en 1981 la Gaceta Literaria de Santa Fe, revista que dirigió durante 15 años, y renueva su interés por la escritura de libros y ensayos. Aparecen así El fetichismo del poder (1973, rescatado en el libro El Anarquismo en América Latina (1990), de Ángel Cappelletti y Carlos Manuel Rama), En la ruta de la concordia (1978), La voz de los profetas (1985) y La religión de los ateos (1987).
Ana María Pasqualini fallece en 1988, por lo cual dona en febrero de 1992 su casa para que sea sede de la Asociación Santafesina de Escritores (ASDE), siendo uno de sus fundadores junto a importantes personas como Leoncio Gianello y José Carmelo Busaniche, entre otros, y también presidente en dos períodos. Hoy en día su casa es una biblioteca abierta al público con material de las bibliotecas privadas de Julio Caminos, Edgardo Pesante y del propio Di Filippo. Durante la intendencia de Jorge Obeid (1991 a 1995), y mediante una iniciativa de vecinos y de instituciones tradicionales, se le otorga el honoroso título de Ciudadano Ilustre de la ciudad de Santa Fe.
En 1992 empieza a escribir sus memorias en el libro El rumiante, que quedaría incompleto al sorprenderle la muerte el 12 de julio de 1997, a los 95 años, en la ciudad de Santa Fe.